# Tainai, Niigata
Tainai (tiếng Nhật: 胎内市 Thai-nai) là một thành phố thuộc tỉnh Niigata, Nhật Bản.